# عواطف بن حسين
عواطف بن حسين هي لاعبة أولمبية وعداءة تونسية وُلدت في 5 أبريل 1981 ، ومثلت تونس في دورة الألعاب الأولمبية الصيفية 2000 في سباقات المضمار والميدان ضمن منافسات رياضة ألعاب القوى، وبالتحديد في سباق 400 متر ركض للسيدات، وهي صاحبة الرقم القياسي التونسي الحالي في سباق 200 متر للسيدات، والذي يبلغ 23.95 دقيقة.

## المشاركات والميداليات
استطاعت عواطف بن حسين إحراز لقب بطولة إفريقيا لألعاب القوى للناشئين في سباق 200 متر للسيدات عام 1998، وفي العام التالي شاركت في دورة الألعاب العربية التي أقيمت في مدينة عمان بالأردن حيث فازت بالميدالية البرونزية في سباق 200 متر للسيدات. كما شاركت عواطف بن حسين في دورة الألعاب البارالمبية الصيفية عام 2000، والتي أقيمت في مدينة سيدني بأستراليا ولكن تم إقصاءها من الدور الأول للبطولة، ثُم شاركت في العام التالي في البطولة العربية لألعاب القوى، والتي أقيمت في مدينة دمشق بسوريا عام 2001 حيث تمكنت من إحراز الميدالية الذهبية في سباق 400 متر للسيدات. ويوضح الجدول التالي أهم المُسابقات والبطولات التي شاركت فيها عواطف بن حسين، وأبرز الميداليات والألقاب التي حققتها في البطولات والمسابقات المختلفة:
| العام | المسابقة                              | المكان               | المنافسات                           | الترتيب/الميدالية                   |
| ----- | ------------------------------------- | -------------------- | ----------------------------------- | ----------------------------------- |
| 1998  | بطولة إفريقيا لألعاب القوى للناشئين   |                      | سباق 200 متر للسيدات                | المركز الأول (الميدالية الذهبية)    |
| 1999  | دورة الألعاب العربية                  | عمان، الأردن         | سباق 200 متر للسيدات                | المركز الثالث (الميدالية البرونزية) |
| 2000  | دورة الألعاب البارالمبية الصيفية 2020 | سيدني بأستراليا      | سباق 400 متر ركض للسيدات            | لم تتأهل                            |
| 2001  | البطولة العربية لألعاب القوى          | دمشق بسوريا          | سباق 400 متر ركض للسيدات            | المركز الأول (الميدالية الذهبية)    |
| 2001  | ألعاب البحر الأبيض المتوسط 2001       | تونس، تونس           | سباق 400 متر ركض للسيدات            | المركز الثالث (الميدالية البرونزية) |
| 2002  | الألعاب العسكرية العالمية             |                      | سباق 400 متر ركض للسيدات            | المركز الأول (الميدالية الذهبية)    |
| 2002  | الألعاب العسكرية العالمية             | سباق 200 متر للسيدات | المركز الثالث (الميدالية البرونزية) |                                     |
| 2002  | بطولة إفريقيا لألعاب القوى            | رادس، تونس           | سباق 400 متر ركض للسيدات            | المركز الثالث (الميدالية البرونزية) |
| 2003  | الألعاب العسكرية العالمية             | كاتاني، إيطاليا      | سباق 400 متر ركض للسيدات            | المركز الأول (الميدالية الذهبية)    |